# Chancel Mbemba
Ne pas confondre avec le footballeur Nolan Mbemba (RC Congo).
Pour les articles homonymes, voir Mbemba (homonymie).
Chancel Mbemba, né le 8 août 1994 à Kinshasa au Zaïre, est un footballeur international congolais qui évolue au poste de défenseur central.

## Biographie

### Origines familiales
Chancel Mbemba grandit à Kinshasa au sein d'une famille de neuf enfants. Sa mère Antoinette est une joueuse de basketball qui a défendu les couleurs de la République démocratique du Congo. Mbemba a suivi une formation d'électricien et envisage, après sa carrière, une reconversion possible dans ce domaine.

### Carrière en club

#### RSC Anderlecht (2013-2015)

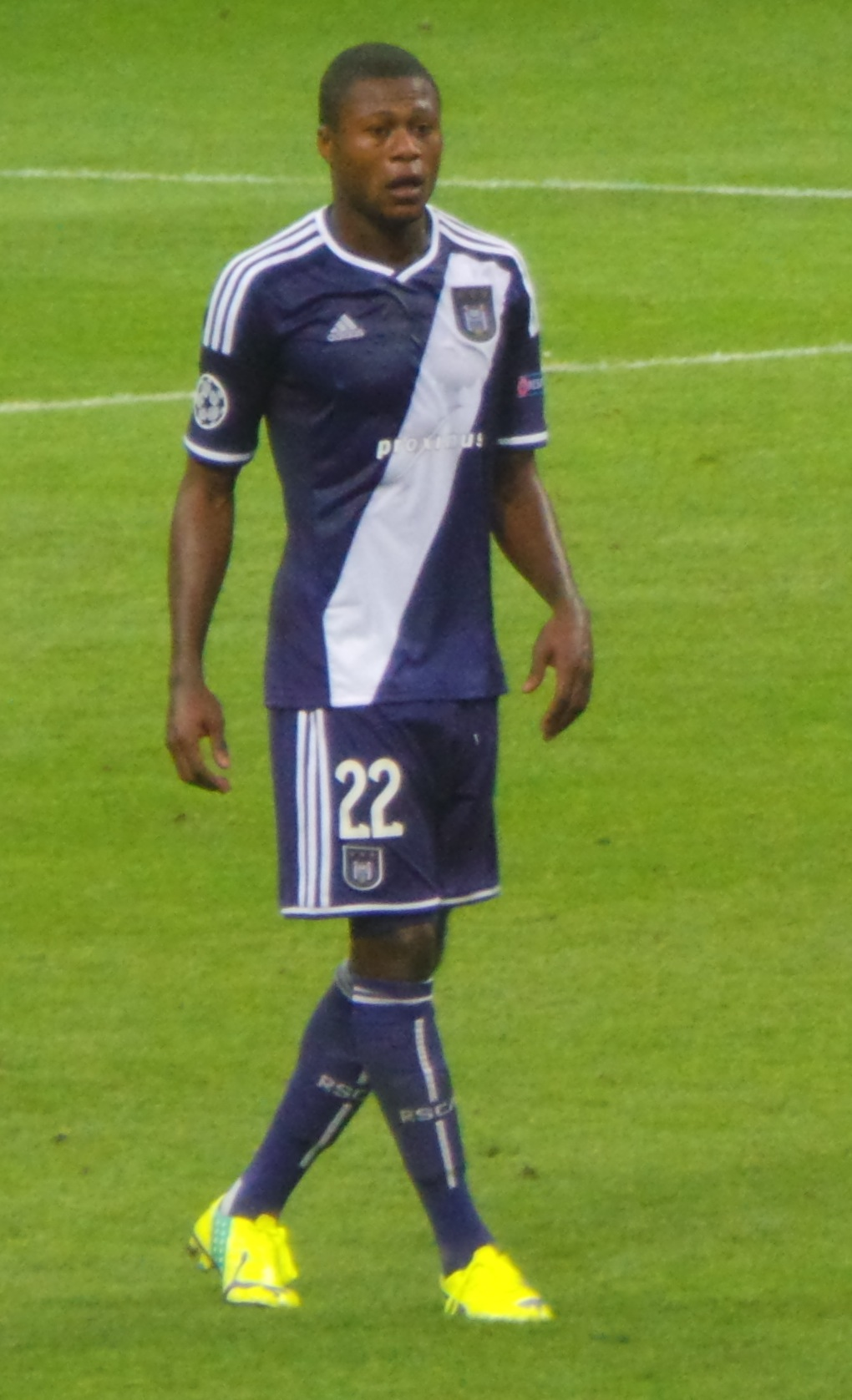
Mbemba avec RSC Anderlecht en 2014.

Repéré par le RSC Anderlecht, il arrive à Bruxelles en 2011 où il évolue tout d'abord avec l'équipe espoir du Sporting d'Anderlecht.
Le 28 juillet 2013, lors de la première journée de la saison 2013-2014, Mbemba fait ses débuts officiels pour Anderlecht contre Lokeren, tout comme son coéquipier Youri Tielemans. Malgré la défaite, tout le monde a pu constater les qualités dont Chancel est doté. Il continue à enchaîner les matchs dans l'axe de la défense aux côtés de Cheikhou Kouyaté reléguant pas la même occasion Bram Nuytinck sur le banc.
Le 17 septembre 2013, il fait ses débuts européens en match de Ligue des Champions à Lisbonne contre Benfica.
Le 19 octobre 2013, il inscrit son premier but sous les couleurs anderlechtoises sur le terrain du RAEC Mons bien que titularisé pour la première fois en tant qu'arrière latéral droit.
Le 10 novembre 2013, il inscrit l'unique but du match sur le terrain du Racing Genk permettant à son équipe de décrocher une victoire importante dans la lutte pour le titre.
Le 26 novembre 2014 en Ligue des Champions, il inscrit un doublé contre Galatasaray permet à Anderlecht de terminer 3e de son groupe et passer l'hiver européen.

#### Newcastle United (2015-2018)
Le 30 juillet 2015, Newcastle confirme l'arrivée de Chancel Mbemba.

#### FC Porto (2018-2022)
Le 23 juillet 2018, il signe un contrat jusqu'en 2022 avec le FC Porto.
En 2020, il remporte le championnat du Portugal et la Coupe du Portugal, inscrivant notamment un doublé lors de la finale.
Le 1er juillet 2022, désormais libre de tout contrat, Chancel Mbemba annonce sur les réseaux sociaux la fin de son aventure chez les Dragons. Il quitte le club sur un nouveau doublé Coupe - Championnat.

#### Olympique de Marseille (2022-2025)
Le 15 juillet 2022, libre de tout contrat, il rejoint l'Olympique de Marseille pour trois saisons. Il inscrit son premier but avec le club marseillais face au FC Nantes d'Antoine Kombouaré. Il reçoit un carton rouge pour une faute sur Heung-Min Son lors de la première journée de Ligue des Champions face à Tottenham (défaite 2 à 0). Le 2 mai 2024, après son but égalisateur en demi-finale de Ligue Europa face à l'Atalanta Bergame, Mbemba devient le meilleur buteur en Coupe d'Europe en tant que défenseur de l'Olympique de Marseille avec 6 buts (il devance Taye Taiwo avec 5 buts).
La saison suivante s'annonce plus compliquée pour le défenseur congolais qui ne rentre pas dans les plans du nouvel entraîneur du club, Roberto De Zerbi. Il est libéré de son contrat en mai 2025 après une saison entière sans jouer un seul match.

### Carrière internationale

#### Équipe de République démocratique du Congo
Mbemba fête sa première sélection le 15 juin 2012. Il participe au match RD Congo - Seychelles où il dispute la totalité du match. Il fête donc sa première sélection en équipe nationale alors qu'il n'a pas encore disputé la moindre rencontre au plus haut niveau.
L'année suivant Chancel Mbemba dispute sa première compétition internationale lors de la Coupe d'Afrique des nations 2013. Les Léopards sortiront au premier tour. Il se qualifie avec son pays pour la Coupe d'Afrique des nations 2015 dont il disputera tous les matchs jusqu'en petite finale. La RD Congo terminera à la troisième place de la compétition.
Deux ans plus tard, il participe à la Coupe d'Afrique des nations 2017 au Gabon en étant titulaire au poste de milieu défensif. Il marque son 1er but en compétition officielle avec son pays le 10 juin 2017 lors du derby contre le Congo soldé par une victoire 3-1 à Kinshasa.
Mbemba est de nouveau convoqué pour participer à la Coupe d'Afrique des nations 2019 où les congolais atteindront les huitièmes de finales.
Le 27 décembre 2023, il est retenu dans la liste des vingt-quatre joueurs congolais sélectionnés par Sébastien Desabre pour disputer la Coupe d'Afrique des nations 2023.

## Controverses
Il est renseigné comme étant né le 8 août 1988 lors de sa formation congolaise. Ensuite, on l'a annoncé comme étant né le 30 novembre 1991 lors d'un match de qualification pour la Coupe d'Afrique des Nations en juin 2011. Troisièmement, le Sporting d'Anderlecht affirme toujours que Chancel Mbemba est né le 8 août 1994.
Le joueur lui-même a enfin affirmé être né en 1990. Les problèmes de régularisation lui ont créé bon nombre de discordes dans les sélections de jeunes. Sa réputation en a pâti. Romain Molina, journaliste indépendant français, accuse même certains recruteurs belges « de l'avoir fait jouer sans protection sociale ».

## Statistiques

### En club
| Saison                | Club                   | Championnat           | Championnat | Championnat | Championnat | Coupe nationale | Coupe nationale | Coupe nationale | Coupe de la Ligue | Coupe de la Ligue | Coupe de la Ligue | Supercoupe | Supercoupe | Supercoupe | Compétition(s) continentale(s) | Compétition(s) continentale(s) | Compétition(s) continentale(s) | Compétition(s) continentale(s) | Total | Total | Total |
| Saison                | Club                   | Division              | M.          | B.          | P.d.        | M.              | B.              | P.d.            | M.                | B.                | P.d.              | M.         | B.         | P.d.       | Comp.                          | M.                             | B.                             | P.d.                           | M.    | B.    | P.d.  |
| 2013-2014             | RSC Anderlecht         | Division 1            | 35          | 5           | 1           | 0               | 0               | 0               | -                 | -                 | -                 | -          | -          | -          | C1                             | 5                              | 1                              | 0                              | 40    | 6     | 1     |
| 2014-2015             | RSC Anderlecht         | Division 1            | 28          | 1           | 1           | 2               | 0               | 0               | -                 | -                 | -                 | 1          | 0          | 0          | C1+C3                          | 6+0                            | 2+0                            | 0+0                            | 37    | 3     | 1     |
| Sous-total            | Sous-total             | Sous-total            | 63          | 6           | 2           | 2               | 0               | 0               | -                 | -                 | -                 | 1          | 0          | 0          | -                              | 11                             | 3                              | 0                              | 77    | 9     | 2     |
| 2015-2016             | Newcastle United       | Premier League        | 33          | 0           | 0           | 1               | 0               | 0               | 1                 | 0                 | 0                 | -          | -          | -          | -                              | -                              | -                              | -                              | 35    | 0     | 0     |
| 2016-2017             | Newcastle United       | Championship          | 12          | 1           | 0           | -               | -               | -               | 1                 | 0                 | 0                 | -          | -          | -          | -                              | -                              | -                              | -                              | 13    | 1     | 0     |
| 2017-2018             | Newcastle United       | Premier League        | 9           | 0           | 0           | 1               | 0               | 0               | 1                 | 0                 | 0                 | -          | -          | -          | -                              | -                              | -                              | -                              | 11    | 0     | 0     |
| Sous-total            | Sous-total             | Sous-total            | 54          | 1           | 0           | 2               | 0               | 0               | 3                 | 0                 | 0                 | -          | -          | -          | -                              | -                              | -                              | -                              | 59    | 1     | 0     |
| 2018-2019             | FC Porto               | Primeira Liga         | 3           | 0           | 0           | 2               | 0               | 0               | 1                 | 0                 | 0                 | -          | -          | -          | -                              | -                              | -                              | -                              | 6     | 0     | 0     |
| 2019-2020             | FC Porto               | Primeira Liga         | 26          | 2           | 1           | 6               | 4               | 0               | 5                 | 0                 | 0                 | -          | -          | -          | C3                             | 5                              | 0                              | 0                              | 42    | 6     | 1     |
| 2020-2021             | FC Porto               | Primeira Liga         | 27          | 1           | 0           | 4               | 0               | 0               | 1                 | 0                 | 0                 | 1          | 0          | -          | C1                             | 10                             | 0                              | 0                              | 43    | 1     | 0     |
| 2021-2022             | FC Porto               | Primeira Liga         | 31          | 2           | 0           | 6               | 0               | 0               | 1                 | 0                 | 0                 | -          | -          | -          | C1+C3                          | 5+4                            | 0+0                            | 0+0                            | 47    | 2     | 0     |
| Sous-total            | Sous-total             | Sous-total            | 87          | 5           | 1           | 18              | 4               | 0               | 8                 | 0                 | 0                 | 1          | 0          | 0          | -                              | 24                             | 0                              | 0                              | 138   | 9     | 1     |
| 2022-2023             | Olympique de Marseille | Ligue 1               | 36          | 5           | 0           | 4               | 0               | 0               | -                 | -                 | -                 | -          | -          | -          | C1                             | 5                              | 2                              | 1                              | 45    | 7     | 1     |
| 2023-2024             | Olympique de Marseille | Ligue 1               | 25          | 2           | 2           | -               | -               | -               | -                 | -                 | -                 | -          | -          | -          | C1+C3                          | 2+13                           | 0+4                            | 0                              | 40    | 6     | 2     |
| 2024-2025             | Olympique de Marseille | Ligue 1               | -           | -           | -           | -               | -               | -               | -                 | -                 | -                 | -          | -          | -          | -                              | -                              | -                              | -                              | 0     | 0     | 0     |
| Sous-total            | Sous-total             | Sous-total            | 61          | 7           | 2           | 4               | 0               | 0               | -                 | -                 | -                 | -          | -          | -          | -                              | 20                             | 6                              | 1                              | 85    | 13    | 3     |
| Total sur la carrière | Total sur la carrière  | Total sur la carrière | 265         | 19          | 5           | 26              | 4               | 0               | 11                | 0                 | 0                 | 2          | 0          | 0          | -                              | 55                             | 9                              | 1                              | 359   | 32    | 6     |

## En équipe nationale
| Saison                | Sélection             | Phases finales        | Phases finales | Phases finales | Phases finales | Éliminatoires CDM | Éliminatoires CDM | Éliminatoires CDM | Éliminatoires CAN | Éliminatoires CAN | Éliminatoires CAN | Matchs amicaux | Matchs amicaux | Matchs amicaux | Total | Total | Total |
| Saison                | Sélection             | Compétition           | M              | B              | Pd             | M                 | B                 | Pd                | M                 | B                 | Pd                | M              | B              | Pd             | M     | B     | Pd    |
| --------------------- | --------------------- | --------------------- | -------------- | -------------- | -------------- | ----------------- | ----------------- | ----------------- | ----------------- | ----------------- | ----------------- | -------------- | -------------- | -------------- | ----- | ----- | ----- |
| 2011-2012             | RD Congo              | -                     | -              | -              | -              | 0                 | 0                 | 0                 | 1                 | 0                 | 0                 | -              | -              | -              | 1     | 0     | 0     |
| 2012-2013             | RD Congo              | CAN 2013              | 0              | 0              | 0              | 1                 | 0                 | 0                 | -                 | -                 | -                 | 1              | 0              | 0              | 2     | 0     | 0     |
| 2013-2014             | RD Congo              | -                     | -              | -              | -              | 1                 | 0                 | 0                 | -                 | -                 | -                 | -              | -              | -              | 1     | 0     | 0     |
| 2014-2015             | RD Congo              | CAN 2015              | 6              | 0              | 0              | -                 | -                 | -                 | 5                 | 0                 | 0                 | 2              | 0              | 0              | 13    | 0     | 0     |
| 2015-2016             | RD Congo              | -                     | -              | -              | -              | 2                 | 0                 | 0                 | 4                 | 0                 | 0                 | 2              | 1              | 0              | 8     | 1     | 0     |
| 2016-2017             | RD Congo              | CAN 2017              | 4              | 0              | 2              | 2                 | 0                 | 0                 | 2                 | 1                 | 1                 | 3              | 0              | 0              | 11    | 1     | 3     |
| 2017-2018             | RD Congo              | -                     | -              | -              | -              | 4                 | 1                 | 0                 | -                 | -                 | -                 | 1              | 0              | 0              | 5     | 1     | 0     |
| 2018-2019             | RD Congo              | CAN 2019              | 3              | 1              | 0              | -                 | -                 | -                 | 4                 | 0                 | 0                 | 3              | 0              | 0              | 10    | 1     | 0     |
| 2019-2020             | RD Congo              | -                     | -              | -              | -              | -                 | -                 | -                 | 2                 | 0                 | 0                 | 2              | 0              | 0              | 4     | 0     | 0     |
| 2020-2021             | RD Congo              | -                     | -              | -              | -              | -                 | -                 | -                 | 4                 | 0                 | 0                 | -              | -              | -              | 4     | 0     | 0     |
| 2021-2022             | RD Congo              | -                     | -              | -              | -              | 8                 | 0                 | 0                 | -                 | -                 | -                 | -              | -              | -              | 8     | 0     | 0     |
| 2022-2023             | RD Congo              | -                     | -              | -              | -              | -                 | -                 | -                 | 3                 | 0                 | 0                 | 0              | 0              | 0              | 3     | 0     | 0     |
| 2023-2024             | RD Congo              | CAN 2023              | 7              | 1              | 0              | 4                 | 0                 | 0                 | 1                 | 0                 | 0                 | 4              | 1              | 0              | 16    | 2     | 0     |
| 2024-2025             | RD Congo              | -                     | -              | -              | -              | 2                 | 0                 | 0                 | 5                 | 0                 | 0                 | 1              | 0              | 0              | 8     | 0     | 0     |
| Total sur la carrière | Total sur la carrière | Total sur la carrière | 20             | 2              | 2              | 24                | 1                 | 0                 | 31                | 1                 | 1                 | 19             | 2              | 0              | 94    | 6     | 3     |

## Palmarès

### Palmarès collectif
| RSC Anderlecht (3)                                                                                | Newcastle United (1)              | FC Porto (5) | RD Congo                                                              |
| ------------------------------------------------------------------------------------------------- | --------------------------------- | --- | --------------------------------------------------------------------- |
| - Championnat de Belgique - Champion : 2014. - Supercoupe de Belgique - Vainqueur : 2013 et 2014. | - Championship - Champion : 2017. | - Championnat du Portugal - Champion : 2020 et 2022. - Vice-champion : 2019 et 2021. - Coupe du Portugal - Vainqueur : 2020 et 2022. - Supercoupe du Portugal - Vainqueur : 2020. - Coupe de la Ligue - Finaliste : 2019 et 2020 | - Coupe d'Afrique des nations - Troisième : 2015. - Quatrième : 2023. |

### Distinction individuelles

#### FC Porto
- Élu meilleur défenseur du mois de janvier 2022 en Championnat portugais.
- Membre de l'équipe type du championnat portugais 2021-2022.

#### Olympique de Marseille
- Élu meilleur joueur africain du mois de février 2023
- Membre de l'équipe-type de Ligue 1 en 2023[13].
- Prix Marc-Vivien-Foé 2023[14],[15].
- Olympien du mois en Novembre 2022